# جامعة العلوم الحديثة
جامعة العلوم الحديثة جامعة يمنية خاصة أنشئت بموجب التصريح من وزارة التعليم العالي والبحث العلمي في العام 2004، وتعتبر الجامعة عضواً في اتحاد الجامعات اليمنية واتحاد الجامعات الدولي واتحاد الجامعات العربية.

## كليات الجامعة
- كلية العلوم الطبية:

وتضم التخصصات الدراسية التالية: 
1. الطب المخبري.
2. الصيدلة.

- كلية الهندسة وتكنولوجيا المعلومات

وتضم التخصصات الدراسية التالية:
1. الهندسة المعمارية.
2. التصميم الداخلي (الديكور).
3. هندسة الاتصالات والالكترونيات.
4. هندسة تكنولوجيا الشبكات.
5. تقنية المعلومات (IT).
6. الجرافيكس والملتميديا.
7. نظم المعلومات الحاسوبية.

- كلية العلوم الادارية والإنسانية

وتضم التخصصات الدراسية التالية:
1. المحاسبة.
2. إدارة الأعمال الدولية.
3. إدارة الأعمال.
4. العلوم المالية والمصرفية.
5. التسويق.
6. نظم المعلومات الادارية.
7. اللغات إنجليزي.
8. الصحافة.
9. اذاعة وتلفزيون.
10. علاقات عامة.

وتقدم الجامعة البكالوريوس في جميع التخصصات الدراسية المذكوره اعلاه.
1. ↑  [الموقع الالكتروني لجامعة العلوم الحديثة http://ums-edu.com/page.php?lng=arabic&id=3] نسخة محفوظة 18 أبريل 2017 على موقع واي باك مشين.
2. 1 2 3  GRID Release 2017-05-22 (ط. 2017-05-22)، 22 مايو 2017، DOI:10.6084/M9.FIGSHARE.5032286، QID:Q30141628